# Besedka Johnson
Besedka Johnson (5 d'octubre de 1925 – 4 d'abril de 2013) va ser una actriu estatunidenca i anteriorment empresària. La va descobrir un productor executiu mentre treballava a un YMCA de Hollywood quan tenia 85 anys. Va obtenir un dels personatges protagonistes de la seva única pel·lícula, la pel·lícula independent Starlet de l'any 2012, actuació per la qual va rebre excel·lents crítiques i diversos premis.

## Biografia
Nascuda amb el nom de Beatrice Vivian Divic a Detroit, Michigan, el 5 d'octubre de 1925, un dels dos fills de Milan i Frances Divic. Cap als 17 anys es va traslladar a Los Angeles per intentar fer una carrera de model. Al principi, durant els anys 60, el qual venia del nom d'una botiga de roba que tenia al Ventura Bulevard a Woodland Hills, Califòrnia. Posteriorment va obrir una altra botiga Besedka al Riverside Drive a North Hollywood, que va tancar l'any 1981.

## Mort
Va morir de les complicacions d'una intervenció per una infecció bacterial el 4 d'abril de 2013, al Glendale Memorial Hospital de Glendale, Califòrnia, a l'edat de 87 anys. Divorciada dos cops, li van sobreviure els seus tres fills del primer matrimoni i dos nets.